# Téléphérique du Mont-Veyrier
Le téléphérique du Mont-Veyrier était un téléphérique de France situé en Haute-Savoie, à Veyrier-du-Lac, non loin d'Annecy. Il permettait de gagner le sommet du mont Baron depuis les bords du lac d'Annecy. En service de 1934 à 1984, la gare supérieure est détruite en 2001 et la gare inférieure est reconvertie en cinémathèque.

## Histoire
Mis en service dès 1934 et laissé à l'abandon à partir de 1984, le téléphérique aura transporté plus de deux millions de passagers durant les 50 années de son fonctionnement. La gare d'arrivée est définitivement déconstruite en 2001, alors que la gare inférieure est dévolue à la Cinémathèque des Pays de Savoie et de l'Ain en 2014.
En 1935, le banquier annécien Léon Laydernier inaugure le téléphérique qu'il fait aménager entre la commune de Veyrier et le mont Baron, afin de servir de belvédère au-dessus du lac d'Annecy. Le projet débute en 1931, imaginé par les architectes André Rebuffel et Auguste Fournier. Les travaux commencent en 1933 et les premières nacelles sont mises en service dès 1934. 
L'accès se fait par deux voies entre la gare inférieure de Veyrier, située à une altitude 480 mètres, et la gare supérieure du Mont-Baron, à 1 228 mètres. La portée est de 1 500 mètres sans pylônes de soutien avec un dénivelé de 748 mètres. Les gares sont construites en béton armé ce qui est novateur à l'époque. Au sommet, on y trouve un refuge-hôtel de forme cylindrique comportant douze chambres et un restaurant panoramique avec une vue à 360° sur le lac d'Annecy, le Semnoz, le Parmelan, la chaîne des Aravis et même le mont Blanc,. 
Le téléphérique est un grand succès touristique jusqu'à la fin des années 1970 malgré la fermeture de l'hôtel restaurant dans les années 1960, mais l'infrastructure est vieillissante, l'activité touristique tourne au ralenti et les nouvelles réglementations en matière de sécurité imposent la fermeture de l'activité en 1984, ; les câbles sont déposés en 1988. André Paccard, alors président de la Compagnie des Bateaux du Lac d'Annecy, propose de moderniser et de remettre aux normes la structure mais le coût de l'opération est bien trop élevé.
La commune de Veyrier rachète l'ensemble pour un franc symbolique. À la suite de l’accident mortel d'une jeune fille de 17 ans en 1998, la gare supérieure est démolie en 2001,,. 
En 2014, la gare inférieure est aménagée pour accueillir la Cinémathèque des Pays de Savoie et de l'Ain. Depuis juillet 2014 la cinémathèque « collecte, conserve et valorise la mémoire audiovisuelle » des films (professionnels, privés, de famille ou d'entreprises) pour les mettre à la disposition du public. En 2021, dans ses archives sont stockés plus de 8 000 films et vidéos, témoignages de la vie d'antan, afin de sauvegarder la mémoire collective et de la transmettre aux générations futures. Sa priorité est de sauvegarder les films contenus sur les pellicules argentiques car ils sont susceptibles d'obsolescence chimique, mais aussi de récupérer les vieux appareils de projection.

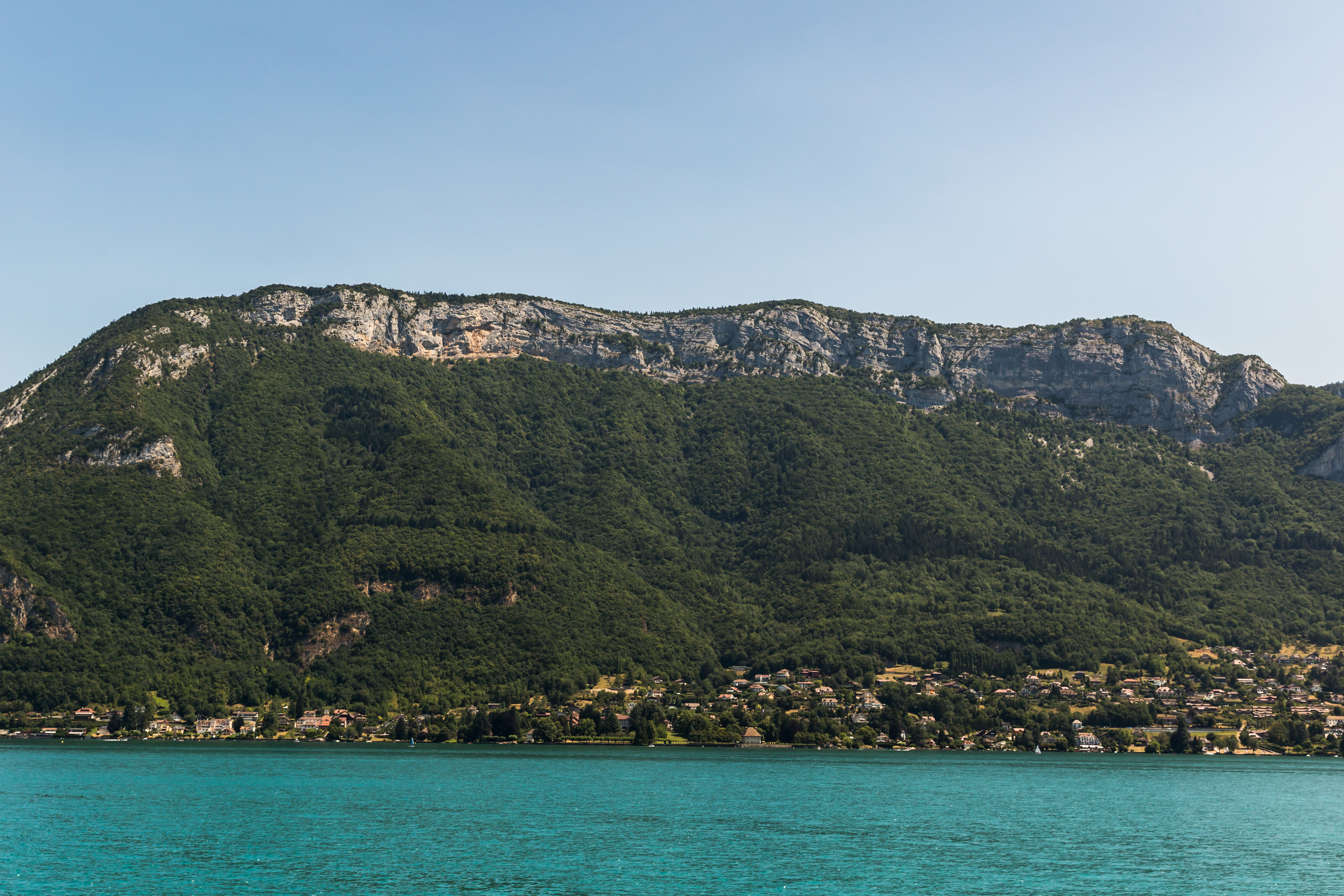
Vue du mont Veyrier dominant Veyrier-du-Lac et le lac d'Annecy.